# Вікторина
Віктори́на — це вид гри, що полягає у відповідях на усні чи письмові запитання з різних галузей знань.
Ігри в основному відрізняються правилами, що визначають черговість ходу, тип і складність питання, порядок визначення переможців, а також винагороду за правильну відповідь.
Існують настільні вікторини із заздалегідь підготовленими питаннями. Дуже часто на ринку настільних ігор одночасно представлено кілька версій однієї і тієї ж гри, що розрізняються набором (часто рівнем складності) питань. Зустрічаються також додаткові набори питань, що продаються окремо від гри.
Приклади настільних ігор, які є вікторинами:
- Trivial pursuit
- Brainstorm

## Походження слова
Слово «вікторина» з'явилося у 1920-х роках. Його придумав радянський журналіст і письменник Михайло Кольцов як назву газетного розділу, що включав у себе різні питання, шаради, ребуси тощо. Готував розділ співробітник газети Віктор Микулін. Оскільки це були питання Віктора Микуліна, так з'явилося скорочення «вікторина».
Згодом знайшли зв'язок цього слова з латинським словом «перемога» лат. victoria. Поступово цим словом стали позначати все, що має питання і відповіді.

## Онлайн-вікторини
З появою Інтернету стало можливим створювати спеціалізовані сайти-вікторини, наприклад «Мірк вікторина», яка побудована на рушії онлайн чату IRC, дозволивши вікторині проходити в режимі реального часу. На деяких з них навіть передбачені грошові призи для переможців.
Крім вікторин-сайтів можна пограти онлайн і в jabber чатах. Наприклад з ботом Quizer (викторина@conference.jabber.ru)
Іншим прикладом онлайн-вікторини може служити гра Conquiztador, що існує з 2002 року.
Багато тематичних сайтів також розміщують сторінки з вікторинами, покликані розважати відвідувачів і популяризовувати спрямованість сайту.